# Carrick Castle
Carrick Castle er et beboelsestårn fra 1300-tallet, der ligger på vestkysten af Loch Goil på Cowal-halvøen i Argyll and Bute, Skotland. Det ligger mellem Cuilmuich og Carrick, omkring 6 km syd for Lochgoilhead.
Det blev sandsynligvis opført af Campbell-klanen i slutningen af 1300-tallet, på et tidspunkt hvor familien var den dominerende i området.
Borgen ligger på en klippehalvø, og den var tidligere forsvaret mod land af en grøft og en vindebro. Bygningen er omkring 20 x 12 m i grundplan og 20 m høj. Tårnet har to etager over en stor hal.
Bygningen er et scheduled monument og listed building af Historic Environment Scotland.
Det ligger tæt ved landsbyen Carrick Castle.